# Mayrhofen

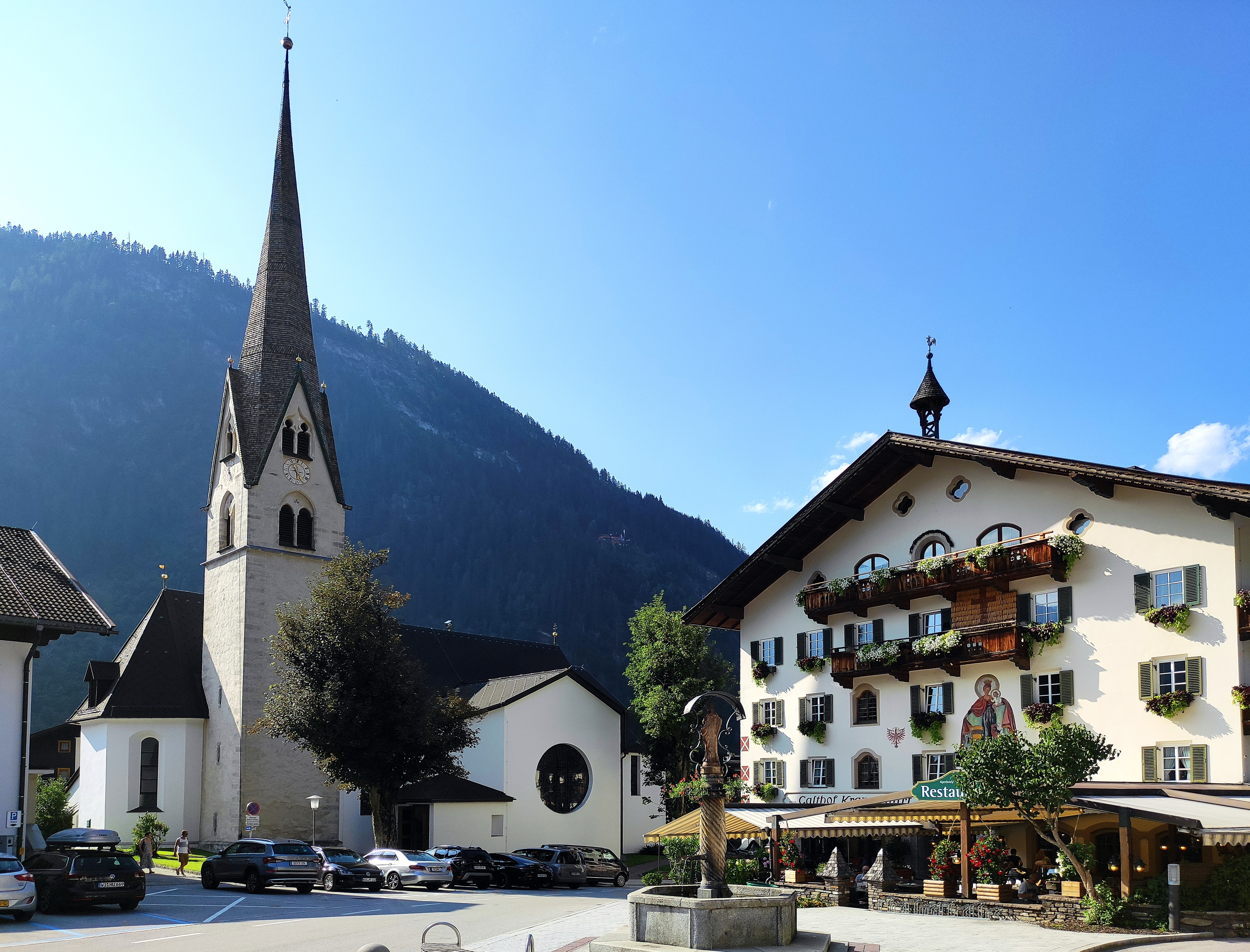
Församlingskyrkan i Mayrhofen, år 2021.

Mayrhofen är en ort och kommun i förbundslandet Tyrolen i Österrike. Kommunen har 3 975 invånare (2024), på en yta av 178,79 km². Mayrhofen ligger i Zillertal, 633 meter över havet. I söder har kommunen gräns mot Italien.
Dalen Zillertal innehåller 662 kilometer pister samt glaciäråkning i Hintertux. Under sommarhalvåret vallfärdar många vandrare och äventyrare till Mayrhofen med dess välorganiserade vandringsleder.
Musikgruppen Die Mayrhofner kommer från orten.

## Indelning
Kommunen består av två orter (Ortschaften) (inom parentes invånarantal 1 januari 2024):
- Ginzling (138)
- Mayrhofen (3 837)